# Tomme de Gressoney
Tomme de Gressoney et tome de Gressoney (en langue walser Kesch (Greschòneytitsch) ou Cheisch (töitschu) ; en italien, toma di Gressoney) sont les appellations d'origine d'un fromage au lait cru valdôtain, originaire de la haute Vallée du Lys, habitée par les Walsers.
Les appellations désignant ce fromage ne font l'objet d'aucune protection officielle.

## Description
C'est originellement une tomme alpine paysanne, à pâte crue modelée en forme ronde plus petite (de 20 à 30 centimètres de diamètre) et plus haute que la moyenne (de 5 à 12 centimètres). La technique de transformation est celle des fromages non complètement gras : le lait cru du soir repose pendant 24 heures et est ensuite écrémé. Le lait du matin est partiellement écrémé après 12 heures et mêlé à celui du soir. Ensuite, ce mélange est réchauffé à 35 °C, on y ajoute de la présure de veau et on le laisse cailler. On procède à la rupture de la pâte, qui est enfin insérée dans des bandes en bois et salée à sec. Le poids final est de 3 à 5 kilogrammes, la croûte est lisse, légèrement huileuse, la couleur peut varier du roussâtre au gris-marron selon le degré d'affinage. La pâte est jaune paille, légèrement à trous.
La tome de Gressoney a une pâte tendre, et sa saveur est parfaitement développée après un an d'affinage. Aujourd'hui, pour des raisons de commodité et logistiques, les coopératives agricoles industrielles tendent à la vendre fraîche, mais les Gressonards cherchent toujours à conserver l'usage de l'affinage long.

## Zone de production du lait et de sa transformation en fromage
C'est un fromage d'alpage car le lait cru servant à sa fabrication est produit à une hauteur parfois supérieure à 2 200 mètres. De par cet état de fait, sa transformation en tome est effectuée sur place en été. La zone de production/transformation est la haute Vallée du Lys, en particulier les deux communes de Gressoney-Saint-Jean et de Gressoney-La-Trinité.

## Qualités organoleptiques
La tomme de Gressoney d'au moins 3 mois d'affinage présente un parfum de mousse et de champignon, dans la bouche un goût de poivre et de vanille, et un final qui rappelle le parmesan. L'affinage idéal est très long, parfois même d'un an et demi.